# Archestratos von Gela
Archestratos (altgriechisch Ἀρχέστρατος Archestratos) war ein aus Gela oder Syrakus in Sizilien stammender Dichter und Zeitgenosse des Aristoteles sowie des Diodoros von Aspendos, wirkte folglich um die Mitte des 4. Jahrhunderts vor Christus. 

## Werk
In Erinnerung geblieben ist er durch sein Lehrgedicht Hedypatheia (Ἡδυπάθεια, „Leben im Luxus“), dessen Thema eine gastronomische Weltreise ist. Manchmal auch die „Gastronomie des Archestratos“ genannt, enthielt es Hinweise zu verschiedenen gastronomischen Regeln und beschrieb allerlei Accessoires, die zum Schmuck einer festlichen Tafel gezählt werden können. Ausgiebig widmete er sich den Fischen, etwa der Frage, woher die einzelnen Arten stammen, den besten Zeiten ihres Fanges und der schmackhaftesten Zubereitung ihrer besten Teile. Laut Archestratos soll es damals den besten Wein auf der Insel Lesbos gegeben haben.
Das teils parodistische Gedicht gilt als eines der ältesten Beispiele für gastronomische Texte. Es ist in über sechzig Fragmenten mit insgesamt etwa 330 Versen erhalten, die Athenaios verteilt in seinem Werk Deipnosophistai zitiert. Athenaios stützte sich hierbei vor allem auf das zu Archestratos zusammentragene Material des Lexikographen Pamphilos von Alexandria aus dem 1. Jahrhundert n. Chr. Der römische Schriftsteller Quintus Ennius benutzte im 3. Jahrhundert v. Chr. Archestratos umfänglich für sein Gedicht Hedyphagetica.

## Ausgaben
- Johann Gottlob Theaenus Schneider: Aristotelis De animalibus historiae libri X. Graece et Latine. Textum recensuit Iul. Caes. Scaligeri versionem diligenter recognovit commentarium amplissimum indicesque locupletissimos adiecit Io. Gottlob Schneider. Band I, Seiten 42 ff., Leipzig 1811
- Woldemar Ribbeck: Archestrati Syracusii Sive Gelensis Quae Feruntur Apud Athenaeum Reliquiae. Gustav Langenscheidt, Berlin 1877; Neuauflage beim Verlag Kessinger Publishing, 2009 ISBN 978-1-104-01080-5
- Paul Brandt: Parodorum epicorum Graecorum et Archestrati reliquiae (= Corpusculum poesis epicae Graecae ludibundae, Band 1). Teubner, Leipzig 1888, S. 114–193